# Olympische Sommerspiele 1984/Teilnehmer (Mali)
| Gelbes Symbol für Goldmedaillen mit stilisierten Olympischen Ringen | Graues Symbol für Silbermedaillen mit stilisierten Olympischen Ringen | Braundes Symbol für Bronzemedaillen mit stilisierten Olympischen Ringen |
| ------------------------------------------------------------------- | --------------------------------------------------------------------- | ----------------------------------------------------------------------- |
| —                                                                   | —                                                                     | —                                                                       |

Mali nahm an den Olympischen Sommerspielen 1984 in Los Angeles, USA, mit einer Delegation von vier Sportlern (allesamt Männer) teil.

## Teilnehmer nach Sportarten

### Boxen
- Djiguible Traoré
Halbschwergewicht: 17. Platz

### Judo
- Paul Diop
Halbmittelgewicht: 20. Platz

### Leichtathletik
- Moussa Savadogo
200 Meter: Vorläufe

- Abdoulaye Traoré
Weitsprung: 25. Platz in der Qualifikation
Dreisprung: 25. Platz in der Qualifikation